# Neurophruda daulialis
Neurophruda là một chi bướm đêm thuộc họ Crambidae. Chi này chỉ gồm một loài Neurophruda daulialis, thường được tìm thấy ở Ấn Độ (Meghalaya).